# Mücahit Vardal
Mücahit Vardal (ur. 27 marca 1980) – turecki zapaśnik walczący w stylu klasycznym. Triumfator igrzysk śródziemnomorskich w 2001. Trzeci na uniwersyteckich MŚ w 2004. Srebrny medalista wojskowych MŚ w 2000. Wicemistrz świata juniorów w 2000 roku.